# Willy Schneider (componist)
Willy Schneider (Kirchheim unter Teck, 15 oktober 1907 – Kirchheim unter Teck, 24 november 1983) was een Duits componist, muziekpedagoog en dirigent. Hij was de zoon van de stedelijk muziekdirecteur van Kirchheim unter Teck, Wilhelm Schneider, die ook dirigent van de Stadtkapelle Kirchheim unter Teck was en van de violiste Vroni (Veronika) Wagemann. In de Stadtkapelle Kirchheim unter Teck heeft Willy Schneider alle instrumenten gespeeld, die in het harmonieorkest tot de bezetting behoren. Willy Schneider is altijd als pionier van de authentieke blaasmuziek in Duitsland gezien als opvolger van Paul Hindemith verstaan. Voor bepaalde werken gebruikte hij het pseudoniem: Matthias Burger.

## Levensloop
Schneider studeerde 1926 en 1927 bij een musicus Raschke in Duisburg. Van 1928 tot 1935 studeerde hij aan de Hochschule für Musik und Darstellende Kunst Stuttgart in Stuttgart compositie bij Georg von Albrecht, piano bij Willy Bergmann en orkestdirectie bij Karl Adler. Hij voltooide zijn studies 1935/1936 in de kapelmeester-klas van Carl Leonhard.
In 1935 huwde hij met de pianiste Fridl Pröhl. Samen hadden zij een zoon Jürgen, die in 1940 geboren werd.
Vanaf 1935 was hij samen met zijn echtgenote privé-muziekleraar in Stuttgart. Tijdens de Tweede Wereldoorlog ging hij in militaire dienst aan het front en verkeerde later in krijgsgevangenschap. Hij richtte zich op de amateur-blaasmuziek en stichtte na de oorlog het Harmonieorkest van de Papierfabriek Scheufelen in Oberlenningen, die hij 21 jaar als dirigent geleid heeft. Hiermee kon hij zijn concept van blaasmuzikale praktijk verwezenlijken. Hoogtepunten met dit harmonieorkest waren onder andere de deelname aan de Kasseler Musiktage in 1955 en het Zangersfeest Stuttgart in 1968. Bij deze gelegenheid documenteerde het harmonieorkest niet uitsluitend blaasmuzikale zelfstandigheid van niveau, maar het stond ook symbolisch voor de verwevenheid van de blaasmuziek met andere muzikale cultuurtakken. In 1959 stichtte hij een muziekschool in deze fabriek om de jeugd met de orkestvorm harmonieorkest in contact te brengen.
In 1953 werd hij docent en hoofd van de afdeling blazers aan het Hochschulinstitut für Musik in Trossingen. Van 1954 tot 1959 was hij jeugdleider van de federatie Deutscher Volksmusikerbund e.V.. In 1961 werd hij tot professor benoemd. In 1977 ging hij met pensioen. 
Al in 1939 publiceerde hij zijn compositie Notzinger Dorfmusik en heeft meerde werken voor dit medium en voor blazers-kamermuziek geschreven. Hij organiseerde en leidde meer dan 400 cursussen in de federatie Bund Deutscher Blasmusikverbände en publiceerde in 1954 bij de uitgave Schott in Mainz het Handbuch der Blasmusik.
Als hobby verzamelde hij oude, historische muziekinstrumenten en heeft ervoor vele reizen gemaakt. Totaal heeft hij 562 unieke stukken verzameld. 

## Composities

### Werken voor harmonieorkest
- 1939 Notzinger Dorfmusik
- 1940 Capriccio
- 1954 Ländlerische Musik in Rondoform
- 1955 Suite für Bläser (Aalener Bläsertag)
- 1956 Festhymnus
- 1956 Schwäbisch Tanzfolge
- 1965 Sonthofer Stadtfanfare
- 1973 Sinfonietta
- 1978 Ein Sommertag
- Festliche Musik für Bläser
- Fünf Tänze aus Borken
- Lied und Bläserspiel
- Sinfonischer Prolog
- Sinfonische Skizze, voor harmonieorkest
- Volksfestbilder, suite

### Kamermuziek
- Heiteres Divertimento, voor twee klarinetten
- Hohenheimer Tänze, voor strijkers en piano, op. 48
- Kanons und Spielstücke für das erste Zusammenspiel
- Kleine Bläsersätze
- Kleine Feldmusik, voor drie koperblazers
- Kleine stukken, voor twee violen
- Kurzweilige Stücke, voor drie trompetten in Bes (e.a.)
- Pan, drie schetsen voor dwarsfluit

### Werken voor piano
- 1932 Sonatine

### Pedagogische werken
- Chorische Bläserschule
- Methode (Schule), voor trompet
- Methode (Schule), voor klarinet
- Methode (Schule), voor trombone
- Methode (Schule), voor tenorhoorn in Bes en althoorn in Es

## Publicaties
- Willy Schneider: Handbuch der Blasmusik - Ein Wegweiser für Bläser und Dirigenten, Edition Schott, Mainz, 1954, 87 p. ISBN 3-7957-2810-X
- Willy Schneider: Was man über Musik wissen muss - Musiklehre für Jedermann, Edition Schott, Mainz
- Willy Schneider: Die Klavierfibel, Heinrichhofen Verlag, Wolfenbüttel